# Ніннека (Оклахома)
Ніннека (англ. Ninnekah) — місто (англ. town) в США, в окрузі Грейді штату Оклахома. Населення — 775 осіб (2020).

## Географія
Ніннека розташована за координатами 34°57′51″ пн. ш. 97°56′41″ зх. д. / 34.96417° пн. ш. 97.94472° зх. д. (34.964071, -97.944764).  За даними Бюро перепису населення США в 2010 році місто мало площу 26,37 км², уся площа — суходіл.

## Демографія
Згідно з переписом 2010 року, у місті мешкали 1002 особи в 380 домогосподарствах у складі 294 родин. Густота населення становила 38 осіб/км².  Було 421 помешкання (16/км²).
Расовий склад населення:
| - 90,3 % — білих - 5,4 % — корінних американців - 0,3 % — чорних або афроамериканців - 0,1 % — азіатів |

До двох чи більше рас належало 3,6 %. Частка іспаномовних становила 3,2 % від усіх жителів.
За віковим діапазоном населення розподілялося таким чином: 24,5 % — особи молодші 18 років, 58,4 % — особи у віці 18—64 років, 17,1 % — особи у віці 65 років та старші. Медіана віку мешканця становила 40,6 року. На 100 осіб жіночої статі у місті припадало 99,2 чоловіків;  на 100 жінок у віці від 18 років та старших — 96,1 чоловіків також старших 18 років.
Середній дохід на одне домашнє господарство  становив 66 081 долар США (медіана — 51 771), а середній дохід на одну сім'ю — 82 256 доларів (медіана — 65 625). Медіана доходів становила 50 750 доларів для чоловіків та 28 661 долар для жінок. За межею бідності перебувало 7,0 % осіб, у тому числі 9,1 % дітей у віці до 18 років та 8,8 % осіб у віці 65 років та старших.
Цивільне працевлаштоване населення становило 466 осіб. Основні галузі зайнятості: освіта, охорона здоров'я та соціальна допомога — 17,0 %, роздрібна торгівля — 14,6 %, виробництво — 13,5 %.